# Polana pośród brzeziny
Polana pośród brzeziny – film wojenny w reżyserii Marceline Loridan-Ivens.

## Główni bohaterowie
- Anouk Aimée jako Myriam
- Zbigniew Zamachowski jako Gutek
- Claire Maurier jako Ginette
- Elise Otzenberger jako Sara

## Opis fabuły
Dziennikarka Myrian, na spotkaniu byłych więźniów obozu Auschwitz, wygrywa bilet lotniczy do Krakowa. Spotkanie z ojczyzną, a w szczególności z Oświęcimiem, zmusza ją do bezpośredniej konfrontacji ze wspomnieniami z dzieciństwa. Przypomina sobie obozowe realia, w których przyszło jej spędzić pierwsze lata życia.